# Episodi di The Rifleman (quinta stagione)
La quinta stagione della serie televisiva The Rifleman è stata trasmessa in anteprima negli Stati Uniti d'America dalla American Broadcasting Company tra il 1º ottobre 1962 e l'8 aprile 1963.
| nº | Titolo originale           | Titolo italiano | Prima TV USA     | Prima TV Italia |
| -- | -------------------------- | --------------- | ---------------- | --------------- |
| 1  | Waste (Part 1)             |                 | 1º ottobre 1962  |                 |
| 2  | Waste (Part 2)             |                 | 8 ottobre 1962   |                 |
| 3  | Lou Mallory                |                 | 15 ottobre 1962  |                 |
| 4  | Quiet Night, Deadly Night  |                 | 22 ottobre 1962  |                 |
| 5  | Death Never Rides Alone    |                 | 29 ottobre 1962  |                 |
| 6  | I Take This Woman          |                 | 5 novembre 1962  |                 |
| 7  | The Assailants             |                 | 12 novembre 1962 |                 |
| 8  | Mark's Rifle               |                 | 19 novembre 1962 |                 |
| 9  | The Most Amazing Man       |                 | 26 novembre 1962 |                 |
| 10 | Squeeze Play               |                 | 3 dicembre 1962  |                 |
| 11 | Gun Shy                    |                 | 10 dicembre 1962 |                 |
| 12 | The Anvil Chorus           |                 | 17 dicembre 1962 |                 |
| 13 | Conflict                   |                 | 24 dicembre 1962 |                 |
| 14 | Incident at Line Shack Six |                 | 7 gennaio 1963   |                 |
| 15 | Suspicion                  |                 | 14 gennaio 1963  |                 |
| 16 | The Sidewinder             |                 | 21 gennaio 1963  |                 |
| 17 | The Sixteenth Cousin       |                 | 28 gennaio 1963  |                 |
| 18 | Hostages to Fortune        |                 | 4 febbraio 1963  |                 |
| 19 | And the Devil Makes Five   |                 | 11 febbraio 1963 |                 |
| 20 | End of the Hunt            |                 | 18 febbraio 1963 |                 |
| 21 | The Bullet                 |                 | 25 febbraio 1963 |                 |
| 22 | Requiem at Mission Springs |                 | 4 marzo 1963     |                 |
| 23 | The Guest                  |                 | 11 marzo 1963    |                 |
| 24 | Old Man Running            |                 | 25 marzo 1963    |                 |
| 25 | Which Way'd They Go?       |                 | 1º aprile 1963   |                 |
| 26 | Old Tony                   |                 | 8 aprile 1963    |                 |